# Aérodrome de Butaritari
L'aérodrome de Butaritari, code IATA : BBG • code OACI : NGTU, est l'aéroport de Butaritari, aux Kiribati.
Il a été construit, après la bataille de Makin, en novembre-décembre 1943 par l'USAAF après la reconquête de l'atoll sur les Japonais et alors désigné comme Makin Airfield, aérodrome de Makin (alors il était fréquent que les deux atolls proches de Butaritari et de [Little] Makin soient désignés comme Makin).

## Situation
| Abaiang Abemama Aranuka Arorae Beru Bonriki Butaritari Canton Cassidy Kuria Maiana Makin Nonouti Tabiteuea-Nord Tabiteuea-Sud Tamana Teraina Tabuaeran Marakei Nikunau |